# Севар (село)
 Тази статия е за селото Севар.  За българския кан със същото име вижте Севар.  
Сева̀р е село в Североизточна България. То се намира в община Кубрат, област Разград.

## История
Турското име на селото е било Джеферлер. Според една легенда селото е наречено така, поради това че първият заселник със семейството си около езерото е Кара Джефер. Това е най-правдоподобно като версия и се потвърждава от по-възрастното население на селото и от хората, които се интересуват от история и етнография. 
През 1933 г. географът Васил Маринов изследва селото и го определя в рамките на антропогеографските граници на Делиормана.
Името Севар селото получава през 1934 г.
През периода на социализма в селото работи ТКЗС "Васил Коларов".

## Обществени институции
Училището се казва ОУ „Н.Й.Вапцаров“. В него учат 87 деца. Директор на училището е г-н Гюнай Кенаров. Има 11 учители.
Читалището се казва „Отец Паисий“. Художествените състави на читалището са лауреати на различни републикански фестивали на художествената самодейност и анонсират за вродената привързаност на голяма част от Севарчани към културата и просветата.
Училището и учителите са неизчерпаемият извор за подготовка и реализиране на кадри във всички сфери на живота: агрономи, лекари, счетоводители, психолози, стоматолози, педагози, юристи, художници, поети, преводачи, научни работници и т.н.
Една от колоритните фигури в читалищната дейност е дългогодишният ръководител на ансамбъла за песни и танци г-н Исмаил Арбов (1932 – 1993) г. Самоук музикант, всеотдаен в 30-годишната си работа, ръководените от него състави са лауреати на фестивали, прегледи на художествената самодейност и т.н.
С голям принос в областта на читалищната работа е дългогодишният секретар на читалището (от 1964 до 2000 г.) Сали Велиев Мюслюмов (р. 1940 г.), който едновременно бе и ръководител на танцовите състави, хореограф–постановчик. Под негово ръководство и с активната му помощ самодейните състави постигнаха впечатляващи успехи в региона и страната.

## Забележителности
Забележителност на Севар е езерото, намиращо се в центъра на селото.

## Редовни събития
Всяка година на 6 май се провежда общоселски събор, с конни състезания и концерт на съставите към читалището. Провежда се също така и традиционен празник „Хъдреллез“ в местността „Коручалъсъ“. Това е уникален алевийски празник, който съчетава в себе си харизмата на оригинален фолклор (песенно–обредна система) и прагматичен стопански усет за идващите дни на усилна работа.

## Личности
- Г-жа Емилия Караханова – един от най-добрите преподаватели по турски език в България и изтъкнат познавач на бита и житието на село Севар. Дългогодишен преподавател в СУ „Кл. Охридски“, през 1998 г. г-жа Караханова издава книгата „Лудогорските Алиани“.
- Проф. Асен Петков – професор по психология, дългогодишен преподавател в СУ „Кл. Охридски“.
- Мухарем Юмук – интелектуалец, завършил право в Женева, Швейцария, учител, публицист, поет, политически деец (активист, тесен социалист, съратник на Димитър Благоев), по-късно емигрирал в Турция.
- Хюсеин Мерданов Небов /1908 – 1982/, дългогодишен кмет и общественик на селото, с голям принос за културния напредък на с. Севар. С негово съдействие са построени редица обществени сгради – училище, читалище, кметство със здравна служба, поща, спортна зала и т.н. Дългогодишен читалищен деятел, носител на орден „Кирил и Методий“, радетел за просвета и култура, автор на 12 пиеси, поставени на сцена, пример с всеотдайната си работа за поколения севарчани.
- Проф. д-р Мария Ангелова Цанева – лекар и дългогодишен преподавател по Обща и Клинична патология в катедрата по Обща и клинична патология към Медицински университет – Варна.[4]
- Стоян Тончев (1902 – 1989), български политик от БЗНС

## Други
Село Севар е разделено на три махали. В едната живеят български турци и татари, които изповядват традиционния ортодоксален сунитски ислям, в другата – алевити, в третата махала живеят турски цигани.